# 李惠 (景泰進士)
李惠（1415年—？），字廷吉，廣東潮州府海阳县人，明朝政治人物。进士出身。

## 生平
廣東鄉試第二名。景泰二年，登進士。天順四年，接替叶冕任松江府知府一职，1464年由田臻接任。

## 家族
曾祖李玉潤、祖父李文、父親李忻。